# Lionel Bonnemère
Léon Eugène Bonnemère, plus connu sous le nom de Lionel Bonnemère, naît le 3 octobre 1843 à Angers et décède le 28 novembre 1905 dans le 9e arrondissement de Paris. C'est un artiste français polymathe, pratiquant la sculpture, librettiste, écrivain, historien et collectionneur d'œuvres d'art et d'antiquités.

## Biographie
Le 3 octobre 1843 naît à Angers Léon Eugène Bonnemère de l’union de Joseph-Eugène Bonnemère et Léonie Victoire de Belleau. Il fait ses études au lycée Bonaparte à Paris, des études supérieures à la faculté de droit à Paris qui mènent vers une Licence de droit, et il devient ainsi avocat à la Cour impériale de Paris. Avec un père écrivain et une mère artiste, il développe un goût certain pour tous types d'arts.
Il reçoit des leçons de musique de Théodore Dubois, et en parallèle à ses études juridiques, se fait connaître du public par des éloges dans les journaux sur les multiples représentations de ses  livrets d'ouvrages lyriques de sa création ou écrits en collaboration, des opéras comiques, drames lyriques ou oratorios qui sont joués dans les salons, à Paris, Bruxelles, Anvers, Genève, Berlin, Barcelone. Il écrit aussi des comédies présentées au théâtre de Cluny, et des poésie. Comme élève pour l’art de la sculpture, il reçoit les précieux conseils et une bonne formation de deux maîtres, MM. Mercier et Antoine-Louis Barye, ce qui lui permet de réaliser plusieurs œuvres qu'il présente dans divers salons, salon des amis des arts de la Moselle, Palais des Champs-Élysées, exposition des  Beaux-Arts et de la Société des Artistes français dès 1869.
Comme artiste, il est en relation avec des sculpteurs comme Moreau-Vauthier qui réalise un médaillon d'Yvonne Bonnemère enfantou  Emmanuel Dolivet qui sculptera différents portraits de la famille Bonnemère et qui les présentera au salon de 1894 pour celui en bronze de Eugène Bonnemère no 3038, au salon de 1894 le portrait en marbre de Lionel Bonnemère no 3043 et au salon de 1898 aussi en marbre d'Yvonne Bonnemère no 3354.
Il épouse le samedi 24 janvier 1874 à la mairie du 9e arrondissement de Paris à 30 ans, Esther Amélie Herman, 25 ans, la fille de Louis Constant Herman et de Marie Esther Huet. De cette union naîtra Mlle Yvonne Louise Eugénie Bonnemère qui deviendra à 21 ans, le 14 juin 1898,  l'épouse de Charles Édouard Richefeu.
Membre de plusieurs Sociétés savantes de tout type, il développe ses connaissances et participe à la vulgarisation périodique d'études archéologique, anthropologique, de l'histoire des sciences et de leurs techniques, et rédige des articles publiés dans les revues de ces sociétés. 
Il est ainsi membre de la Société d'anthropologie de Paris où il publie une trentaine d'articles de 1880 à 1904 sur les  coutumes, l'outillage les croyances, les patois, sur une période allant de la Préhistoire à son présent. Il écrit et publie un certain nombre de livres en complément de ses articles pour mieux développer certains thèmes. En 1904, il devient un des membres fondateurs puis président de la Société préhistorique française oùu il publie également des articles sur  la résille en perles et en coquillages ou compare les bracelets des tribus Gallas aux bracelets préhistoriques. 
Il est aussi membre et président de la Société des sciences naturelles de l'Ouest de la France. Il publie ainsi un livre sur Les mollusques des eaux douces de France et leurs perles, membre comme son père de la Société des amis des monuments parisiens, vice-président de la société artistique et littéraire du Poitou. 
Toute sa vie comme folkloriste, il consigne dans de nombreux cahiers, ses recherches et sa collection commencée en 1892 où il note, classe, décrit les objets, et témoigne ainsi les méthodes de travail de son époque. Il fait don de sa collection qui a figurée à l'exposition universelle de 1889 et à celle de 1900 de près de 1 440 objets au musée d'Ethnographie du Trocadéro. Ses cahiers de recherches constituent le fonds d'archives Lionel Bonnemère du Mucem à Marseille.  Au musée Joseph-Denais, il participera avec son épouse Esther Amélie Herman à enrichir la collection par des dons, à Joseph Denais, de plusieurs objets, dessins et œuvres. 
Il meurt le 28 novembre 1905 à son domicile, au 26, rue Chaptal dans le 9e arrondissement de Paris et il est inhumé dans la même ville au cimetière de Montmartre (29e division).

## Arbre des parents
| Nicolas Mathurin Bonnemère (1682-1749) + Catherine Boureau (1681-1731)               |
| ⇒ Joseph-Nicolas Bonnemère (1707-1780) + Anne Durson d'Aubigny (1716-1770)           |
| ⇒ Joseph Toussaint Bonnemère (1746-1794) + Anne Marie Desmé (1747-1801)              |
| ⇒ Jacques Clément Bonnemère (1780-1866) + Adélaïde Caroline Gigault-Targé (1782- )   |
| ⇒ Joseph Eugène Bonnemère (1813-1893) + Léonie Victoire de Belleau (1824-1914)       |
| ▶ Léon Eugène Bonnemère (1843-1905) + Esther Amélie Herman (1848-1931)               |
| ⇒ Yvonne Louise Eugénie Bonnemère (1877-1914) + Charles Édouard Richefeu (1868-1945) |

## Liste des œuvres de Lionel Bonnemère
Cette liste regroupe ses œuvres de Sculpture, Librettiste, Théâtre, et poésie, et autres œuvres.